# Thaisaurus chonglakmanii
Il taisauro (Thaisaurus chonglakmanii) è un rettile marino estinto, appartenente agli ittiosauri. Visse nel Triassico inferiore (circa 250 milioni di anni fa) e i suoi resti fossili sono stati ritrovati in Thailandia. È considerato uno degli ittiosauri più antichi e primitivi.

## Descrizione
Questo animale doveva essere di piccole dimensioni se rapportate a quelle degli altri ittiosauri successivi, ed è probabile che la lunghezza di un esemplare adulto non superasse il metro e mezzo. Noto per alcuni resti incompleti, Thaisaurus doveva essere un ittiosauro dall'aspetto molto primitivo, dal corpo simile a quello di una lucertola. Il cranio era dotato di un muso delicato, con denti conici e appuntiti dalle corone lisce. Il postorbitale era dotato di una lunga lamina posteriore. Le zampe, come in tutti gli ittiosauri, erano modificate in strutture simili a pagaie, ma conservavano ancora elementi simili a quelli degli antenati terrestri: l'omero, il femore e le ossa zeugopodiali erano estremamente allungati e snelli. L'omero, inoltre, era sprovvisto della lamina anteriore.

## Classificazione
Questo ittiosauro venne descritto per la prima volta nel 1991, sulla base di fossili ritrovati nella zona di Khao Tong (Phattalung, Thailandia meridionale). Non è chiaro l'esatto orizzonte geologico da cui provengono i fossili, ma è chiaro che sono attribuibili al Triassico inferiore. Thaisaurus sembrerebbe uno degli ittiosauri più primitivi conosciuti, paragonabile a Utatsusaurus del Giappone, anch'esso del Triassico inferiore; questi due animali sono a volte considerati troppo primitivi per essere considerati veri ittiosauri, ma solo ittiotterigi basali.